# Решетиловский
Решети́ловский — посёлок в Крыловском районе Краснодарского края.
Входит в состав Октябрьского сельского поселения.

## Население
| 2002 | 2010 |
| ---- | ---- |
| 196  | ↗222 |

## Улицы
- ул. Московская,
- ул. Рубиновая,
- ул. Суворова,
- пер. Тракторный,
- ул. Хуторская.